# Sing – Die Show deines Lebens
Sing – Die Show deines Lebens ist ein US-amerikanischer Computeranimationsfilm von Garth Jennings aus dem Jahr 2021 und ist die Fortsetzung von Sing. Der Film wurde von Illumination Entertainment produziert und von Universal Pictures vertrieben. Der Film sollte ursprünglich am 16. Dezember 2021 in den deutschen Kinos starten, wurde aber auf den 20. Januar 2022 verschoben. Das Drehbuch stammt ebenfalls von Jennings.

## Handlung
In einer von anthropomorphen Tieren bevölkerten Welt hatte der Koala Buster Moon mit seiner Gruppe von Freunden im ersten Teil das Überleben des Moon-Theaters sichergestellt. Nun möchte er höher mit ihnen hinaus. Um im Crystal Tower Theater in Redshore City auftreten zu können, müssen Buster und seine Freunde Musikmogul Jimmy Crystal überzeugen. Deshalb wird die Casterin Suki von dem Crystal Tower Theater zu einer Vorstellung von Alice im Wunderland eingeladen. Suki zeigt sich bereits im Moon-Theater desinteressiert und übernimmt auch die Rolle der abweisenden Empfangsfrau am Tresen. Durch einen Trick gelangt die Gruppe dennoch in den Bereich, wo sich Gruppen dem Wolf vorstellen können. Dieser lässt nur wenige in seinen Hallen spielen. Aus diesem Grund versprechen sie ihm, Rocklegende Clay Calloway für die in drei Wochen zu realisierende Weltraum-Show mit dem Titel Nicht von dieser Welt zu bekommen.
Das Problem dabei ist, dass der Löwe nach dem Tod seiner Frau bereits in den Show-Ruhestand getreten ist und Buster ihn noch nie getroffen hat. Während sich alle auf die Show vorbereiten, beauftragt Buster seine Assistentin Miss Crawly, Clay zu finden. Außerdem entwickeln sich während der Show noch andere Probleme: Johnny soll für seine Rolle das Tanzen lernen und wird von seinem Tanzlehrer Klaus massiv drangsaliert, weil er nicht mithalten kann. Meena soll eine romantische Szene mit Kuss haben, war allerdings noch nie verliebt und ihr selbstverliebter Co-Star Darius macht die ganze Sache nicht gerade leichter. Rosita, die eigentlich die Hauptrolle spielen sollte, entwickelt plötzlich massive Höhenangst, weshalb Buster, von Crystal unter Druck gesetzt, dessen Tochter Porsha die Hauptrolle gibt. Die von ihrem Vater Jimmy Crystal unterstützte Porsha möchte in den Cast aufgenommen werden, um endlich ihrem Idol Clay zu begegnen. Allerdings stellt sich schnell heraus, das Porsha zwar eine hervorragende Sängerin ist, aber keinerlei Talent für die Schauspielerei hat. Johnny findet in Nooshy einen Coach, damit er dem missmutigen Chef-Choreografen Klaus Kickenklober beweisen kann, dass er durchaus in der Lage ist, die an ihn gestellten Anforderungen zu erfüllen. Meena lernt indessen den Eisverkäufer Alfonso kennen und verliebt sich in ihn.
Als Miss Crawly Clay ausfindig gemacht hat, muss sie feststellen, dass er keinerlei Interesse zeigt, Besuch zu empfangen. Nachdem sie an das Set zurückgekehrt ist, macht sich Buster mit Ash auf den Weg zu Clay. Miss Crawly übernimmt inzwischen die Überwachung der fortzusetzenden Proben. Als Buster und Ash bei Clay ankommen, werden sie zunächst ebenfalls abgewiesen. Ash bittet Buster, sie mit Clay allein zu lassen und wieder zurück nach Redshore City zu fahren, was dieser auch tut. Sie kann Calloway mit einem Lied schließlich überzeugen, doch noch an der Show teilzunehmen.
Zurück im Theater fragt Buster Porsha, ob sie die Rolle mit Rosita tauschen möchte, da sie nicht so schauspielern kann, wie Buster es für notwendig hält. Porsha interpretiert das als Rausschmiss. Als Crystal dies erfährt, beschuldigt er Porsha, ihn in Verlegenheit gebracht zu haben. Er wirft Buster fast von seinem Gebäude, bevor er ihn in einen Schrank sperrt. Suki befreit Buster und warnt ihn, aus Redshore City zu verschwinden, bevor Crystal ihn umbringen kann. Ash trifft mit der Crew und Calloway ein, der Buster rät, nicht wegzulaufen und sich zu verstecken, wie er selbst es nach dem Verlust seiner Frau getan hat. Buster beschließt daraufhin, dass die Schauspieler und das Team die Show an diesem Abend vor Crystals Nase aufführen sollen und lässt Miss Crawly Porsha dazu bringen, wieder an der Show teilzunehmen. Um für Ablenkung zu sorgen, lassen sie Rositas Kinder in einem Stockwerk randalieren und Johnny ruft seinen Vater, der mittlerweile aus dem Gefängnis entlassen wurde an, um ihnen Crystal so lange wie möglich vom Hals zu halten.
Während der Show nimmt Klaus den Platz von Johnnys Partner ein und versucht, seine Nummer zu untergraben. Johnny besiegt Klaus mit der Unterstützung von Nooshy und verdient sich schließlich Klaus’ Respekt. Meena stellt sich ihren selbstverliebten Gesangspartner Darius als Alfonso vor und schafft es so, ein romantisches Duett mit Darius zu singen. Crystal erfährt von der Show und ist verärgert, als er Porsha in der Show erlebt. Er versucht, die Show zu stoppen, indem er Buster von der Bühne fallen lässt. Das veranlasst Rosita dazu, ihre Höhenangst zu überwinden, um Buster zu retten. Als es an der Zeit ist, dass Calloway die Bühne betritt, behauptet er, er sei noch nicht bereit. Ash führt das Publikum dazu, eines von Calloways Liedern zu singen, was ihm den Mut gibt, mit ihr zusammen aufzutreten.
Nach der Vorstellung, als Crystal seine Meinung über die Show äußern will, verschwindet die Gruppe hinter seinem Rücken von der Bühne. Crystal wird vom Publikum verhöhnt, während ihn die Polizei bereits erwartet. Als Buster und seine Freunde sich zum Aufbruch bereit machen, erzählt Suki ihnen, dass ein großes Theater ihre Show aufführen möchte. Nana, Alfonso und Buster sehen sich die erste Aufführung von der VIP-Ebene aus an und sind stolz darauf, es in Redshore City geschafft zu haben.

## Produktion
Verantwortlich für die Produktion sind Chris Meledandri und Janet Healy, die hinter der Produktionsfirma Illumination stecken. Regie und Drehbuch übernahm wie auch im ersten Teil erneut Garth Jennings.

### Synchronisation
Wie im ersten Teil leiht Matthew McConaughey in der englischsprachigen Fassung dem Koala Buster Moon seine Stimme. Erneut vertreten sind außerdem Scarlett Johansson als Stachelschwein Ash, Taron Egerton als Gorilla Johnny, Reese Witherspoon als Schwein Rosita, Tori Kelly als Elefant Meena und Nick Kroll als Hausschwein Gunter. Neu dabei sind unter anderem Bono als Löwe Clay Calloway und Bobby Cannavale als Wolf Jimmy Crystal. In der deutschen Synchronisation übernehmen unter anderem Peter Maffay, Bastian Pastewka, Stefanie Kloß von Silbermond und Alexandra Maria Lara diese Rollen. Während die meisten Synchronsprecher erneut ihre Rolle aus dem ersten Teil übernahmen, wird Koala Buster Moon dieses Mal von Bastian Pastewka anstatt von Daniel Hartwich gesprochen.

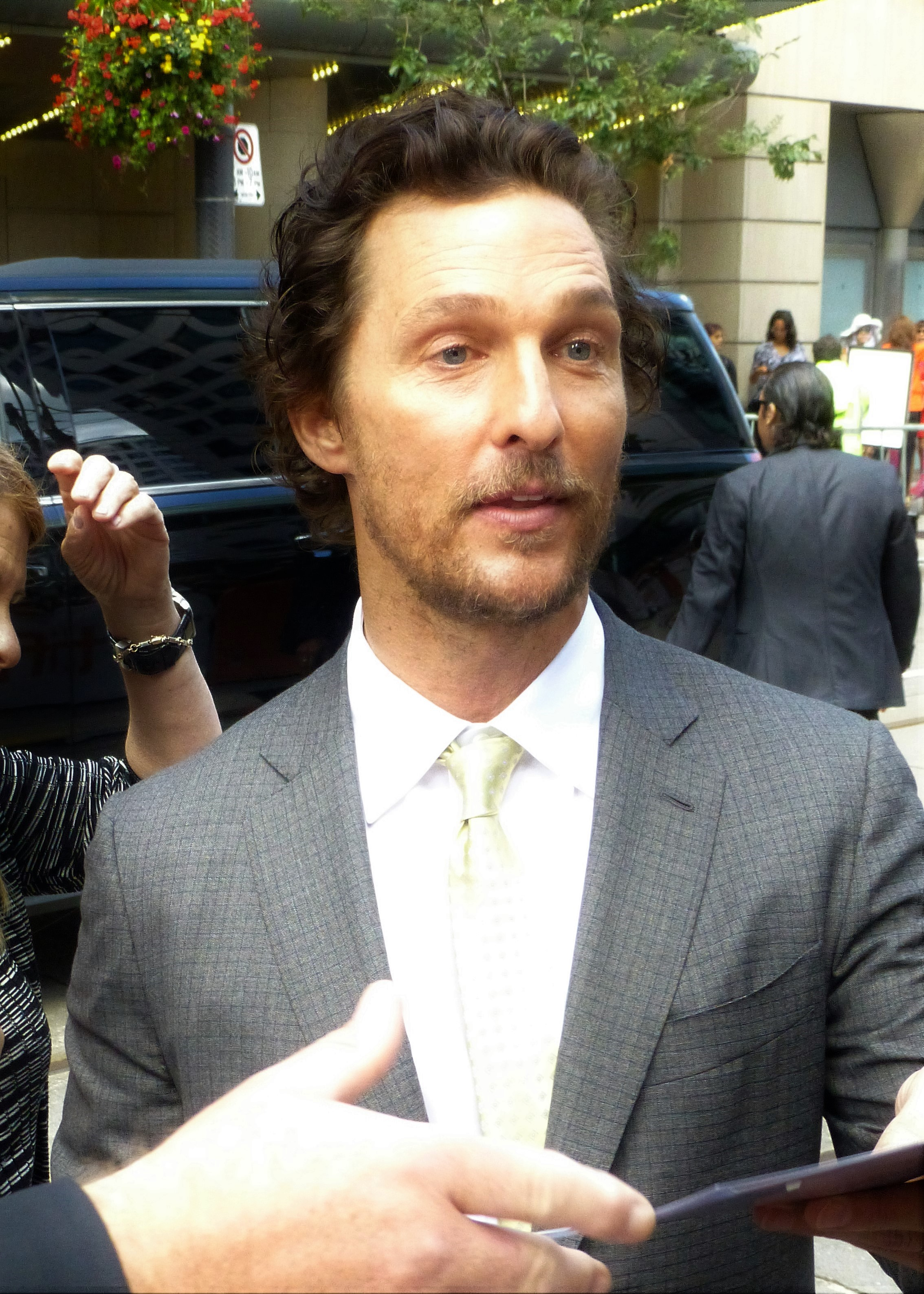
Matthew McConaughey spricht Buster Moon
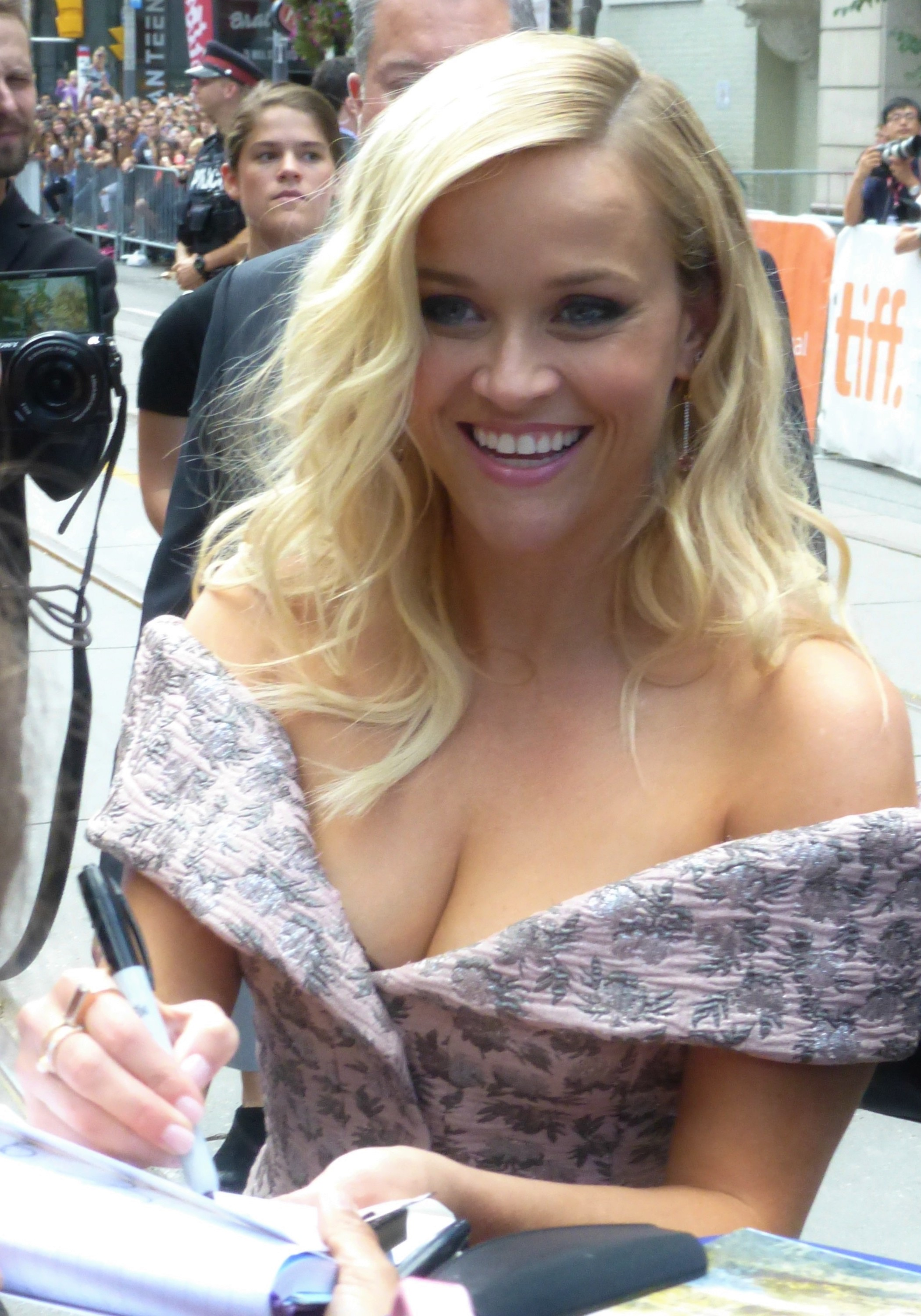
Reese Witherspoon spricht Rosita
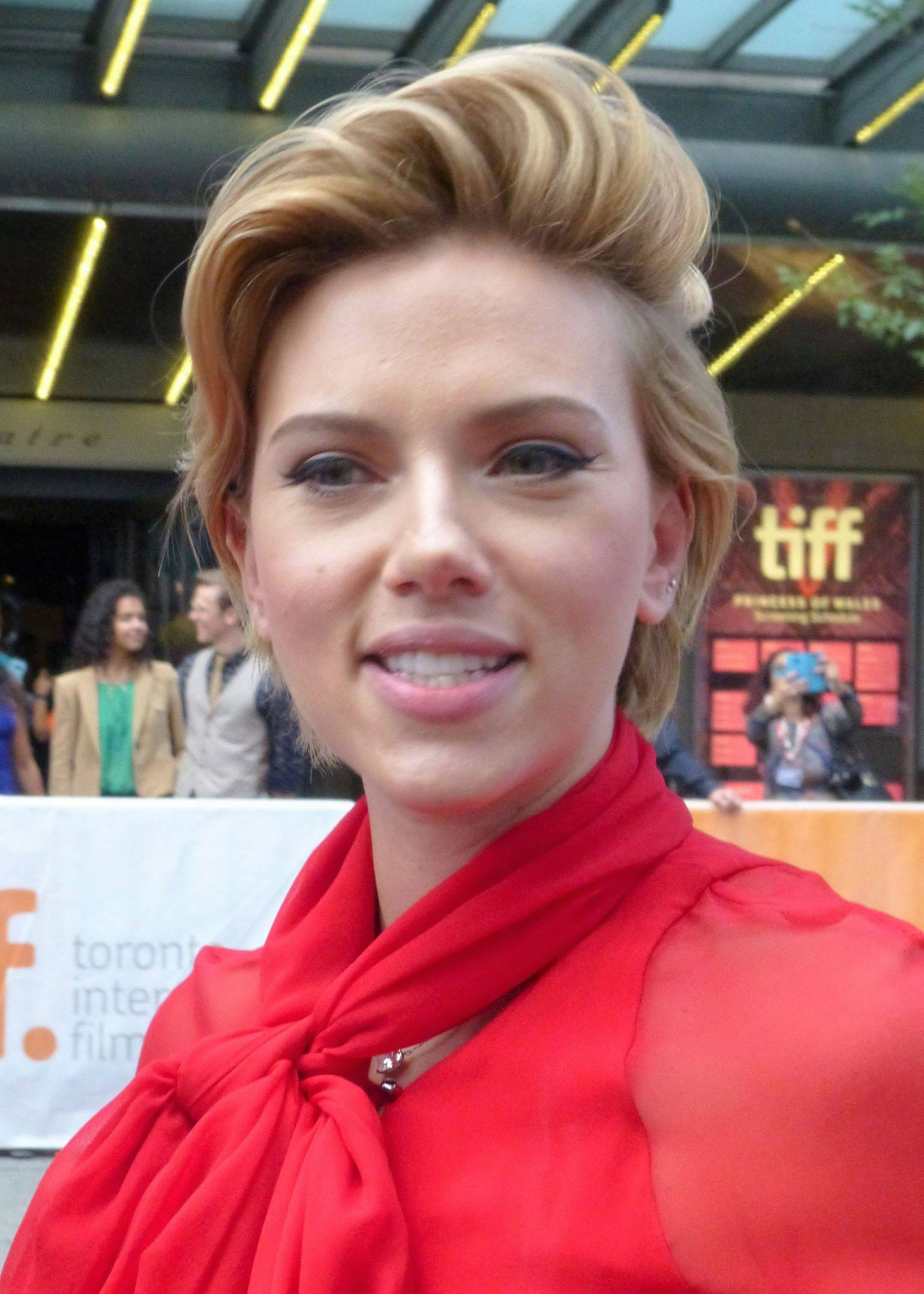
Scarlett Johansson spricht Ashley
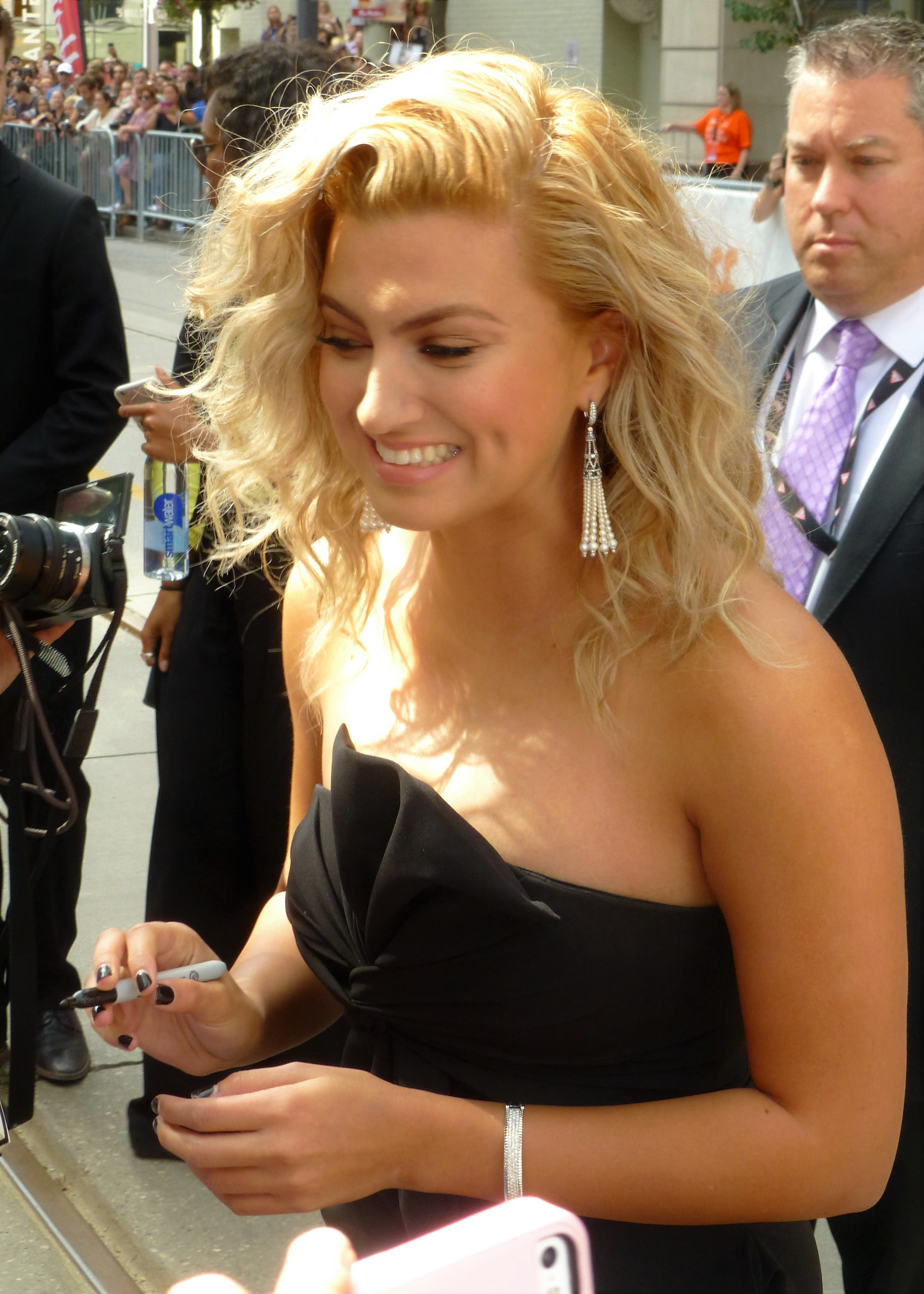
Tori Kelly spricht die Elefantin Meena
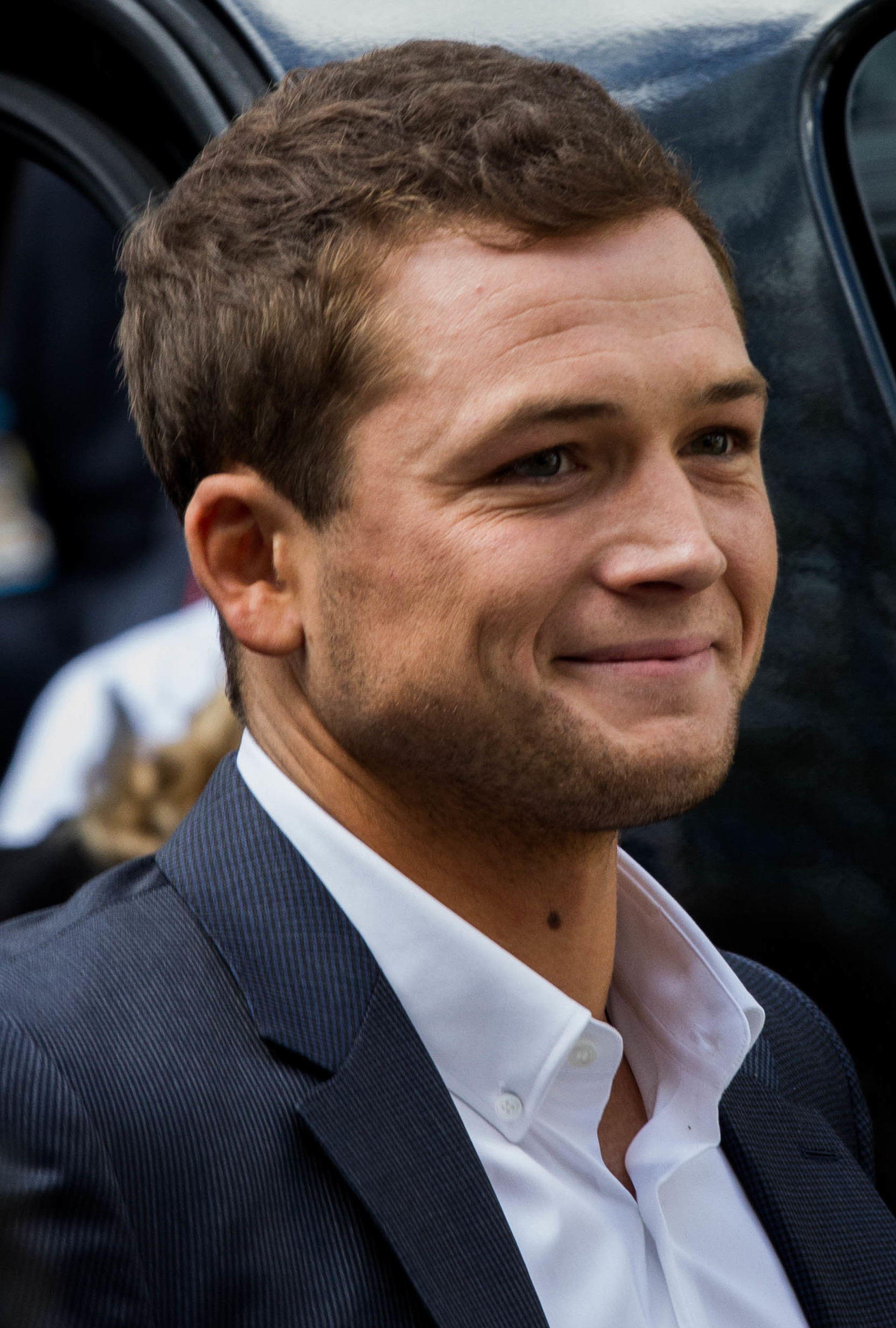
Taron Egerton spricht den Gorilla Johnny
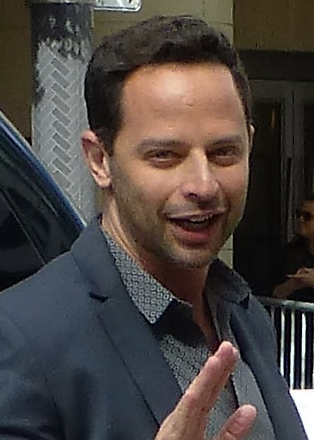
Nick Kroll spricht das Hausschwein Gunter

Die Synchronisation wurde von der FFS Film- & Fernseh-Synchron GmbH in Berlin in Auftrag gegeben. Für Dialogbuch und -regie war Nana Spier verantwortlich.
| Rollenname                                   | Englischer Sprecher | Deutscher Sprecher   | Tierart                     |
| -------------------------------------------- | ------------------- | -------------------- | --------------------------- |
| Buster Moon                                  | Matthew McConaughey | Bastian Pastewka     | Koala                       |
| Rosita                                       | Reese Witherspoon   | Alexandra Maria Lara | Hausschwein                 |
| Ash                                          | Scarlett Johansson  | Stefanie Kloß        | Gewöhnliches Stachelschwein |
| Meena                                        | Tori Kelly          | Maximiliane Häcke    | Indischer Elefant           |
| Johnny                                       | Taron Egerton       | Patrick Baehr        | Berggorilla                 |
| Gunter                                       | Nick Kroll          | Christian Gaul       | Hausschwein                 |
| Karen Crawly (englisch) Matilda Crawly (dt.) | Garth Jennings      | Katharina Thalbach   | Grüner Leguan               |
| Jimmy Crystal                                | Bobby Cannavale     | Wotan Wilke Möhring  | Polarwolf                   |
| Porsha Crystal                               | Halsey              | Victoria Swarovski   | Polarwolf                   |
| Clay Calloway                                | Bono                | Peter Maffay         | Löwe                        |
| Suki Lane                                    | Chelsea Peretti     | Bianca Krahl         | Saluki                      |
| Klaus Kickenklober                           | Adam Buxton         | Robert Palfrader     | Nasenaffe                   |
| Alfonso                                      | Pharrell Williams   | Luca Hänni           | Afrikanischer Elefant       |
| Nana Noodleman                               | Jennifer Saunders   | Iris Berben          | Suffolk-Schaf               |
| Nooshy                                       | Letitia Wright      | Julia Beautx         | Pardelluchs                 |
| Darius                                       | Eric André          | Manuel Straube       | Yak                         |
| Jerry                                        | Spike Jonze         | Gerald Schaale       | Katze                       |
| Norman                                       | Nick Offerman       | Axel Malzacher       | Hausschwein                 |
| Big Daddy                                    | Peter Serafinowicz  | Tilo Schmitz         | Berggorilla                 |

## Einspielergebnis
In Deutschland verzeichnete der Film bis Anfang März 2022 1.275.453 Besucher.